# 7328 Casanova
A 7328 Casanova (ideiglenes jelöléssel 1984 SC1) a Naprendszer kisbolygóövében található aszteroida. Antonín Mrkos fedezte fel 1984. szeptember 20-án.